# والتر ريتشارد مايلز
والتر ريتشارد مايلز (بالإنجليزية: Walter Richard Miles)‏ هو عالم نفس أمريكي، ولد في 29 مارس 1885 في داكوتا الشمالية في الولايات المتحدة، وتوفي في 15 مايو 1978 في Sandy Spring, Maryland ‏ في الولايات المتحدة.